# Улюнское сельское поселение
Сельское поселение «Улюнское» (бур. Улюнын Һомон) — муниципальное образование в Баргузинском районе Бурятии Российской Федерации.
Административный центр — улус Улюн.

## История
Статус и границы сельского поселения установлены Законом Республики Бурятия от 31 декабря 2004 года № 985-III «Об установлении границ, образовании и наделении статусом муниципальных образований в Республике Бурятия»

## Население
| 2002  | 2011  | 2012  | 2013  | 2014  | 2015  | 2016  |
| ----- | ----- | ----- | ----- | ----- | ----- | ----- |
| 1994  | ↘1689 | ↘1661 | ↘1656 | ↘1650 | ↗1656 | ↘1628 |
| 2017  | 2018  | 2019  | 2020  | 2021  | 2023  | 2024  |
| ↘1589 | ↘1563 | ↘1524 | ↘1494 | ↘1327 | ↘1300 | ↘1276 |

## Состав поселения
| № | Населённый пункт | Тип населённого пункта       | Население |
| - | ---------------- | ---------------------------- | --------- |
| 1 | Сухая            | посёлок                      | ↘12       |
| 2 | Улюкчикан        | улус                         | ↘446      |
| 3 | Улюн             | улус, административный центр | ↘1061     |
| 4 | Ярикта           | улус                         | ↘172      |